# Sacha Ben Harroche
Sacha Ben Harroche (* 20. Jahrhundert) ist ein Filmproduzent.
2013 trat Harroche erstmals in Erscheinung und koproduzierte den Film Tonight and the People. 2017 folgte mit The Rider ein weiterer Spielfilm, hier war er als Produzent aktiv. Gemeinsam mit dem übrigen Produzententeam erhielt er eine Nominierung für den Independent Spirit Award in der Kategorie Bester Debütfilm und bei den British Independent Film Awards 2018. Ferner gewannen sie den Gotham Award. 2019 folgte die Dokumentation Jawline.
Für Sound of Metal wurde er 2021 gemeinsam mit Bert Hamelinck  für den Oscar in der Kategorie Bester Film nominiert. Hinzu kam die Nominierung für den Producers Guild of America Award.